# Rasheed Lawal
|  | For den danske bokser af samme navn, se Racheed Lawal |
Rasheed Olawale Lawal (født 13. august 1983) er en nigeriansk amatørbokser, som konkurrerer i vægtklassen letvægt. Lawal har ingen større internasjonale resultater, og fik sin olympiske debut da repræsenterede Nigeria under Sommer-OL 2008. Her blev han slået ud i ottendedelsfinalen af Hrachik Javakhyan fra Armenien i samme vægtklasse. 